# Блестянка пламенно-красная
Блестянка пламенно-красная, или блестянка огненная, или оса огненная (лат. Chrysis ignita) — вид ос-блестянок из подсемейства Chrysidinae. У этой осы есть гибкое жало, но нет яда, и она совершенно безопасна.

## Распространение
Западная Палеарктика: от Западной Европы до Центральной Азии и Китая. В Северной Европе: Дания, Эстония, Финляндия, Латвия, Литва, Норвегия, Швеция.

## Описание
Оса достигает в длину 5—13 мм. Как и другие представители рода Chrysis, имеет яркий и блестящий окрас. Голова и спинка синего переливчатого цвета с редким зелёным оттенком, брюшко имеет окрас от фиолетового до красного.

## Экология
Самка откладывает яйца в гнёзда других одиночных ос и пчёл, где позже личинка-паразитоид будет питаться их личинками, например личинками пчелы рыжая осмия (Osmia rufa). Взрослые осы питаются нектаром и пыльцой цветков.

## Место обитания
Встречается на пустошах, в полях возле опушки лесов и в садах.

## Подвиды
В состав вида включают множество подвидов:
- Chrysis ignita bischoffi Linsenmaier, 1959
- Chrysis ignita clarinicollis Linsenmaier, 1951
- Chrysis ignita cypriaca Enslin, 1950
- Chrysis ignita ignita (Linnaeus, 1758)
- Chrysis ignita impressa Schenck, 1856
- Chrysis ignita melaensis Linsenmaier, 1968
- Chrysis ignita schencki Linsenmaier, 1968